# Ataxie avec déficit isolé en vitamine E
 (novembre 2023).
Si vous disposez d'ouvrages ou d'articles de référence ou si vous connaissez des sites web de qualité traitant du thème abordé ici, merci de compléter l'article en donnant les références utiles à sa vérifiabilité et en les liant à la section « Notes et références ».
L'ataxie avec déficit isolé en vitamine E (AVED) est une ataxie héréditaire d'origine génétique très rare et sévère entraînant des troubles de la marche et de l'équilibre. Elle se manifeste par une neurodégénérescence progressive des voies nerveuses allant du cervelet à la moelle épinière.  Ses symptômes, fort similaires à ceux rencontrés dans l'ataxie de Friedreich, font que les malades sont souvent, à tort, diagnostiqués comme souffrant de cette dernière maladie : il existe cependant un traitement pour soigner l'AVED.
En l'absence de traitement, les signes neurologiques s'aggravent progressivement et conduisent à une perte de l'autonomie.
L'anomalie génétique responsable de l'AVED a été localisée en 1993 sur le bras long du chromosome 8 (8Q13.1-q13.3) par le Pr Michel Koenig et le Pr Jean-Louis Mandel à l'INSERM de Strasbourg en collaboration avec le Pr Ben Hamida à Tunis.

## Incidence
Extrêmement rare, et touchant essentiellement des familles originaires du bassin méditerranéen.  (Italie, Tunisie, France, Espagne...)  Des cas sont recensés ailleurs, par exemple au Japon.  L'âge auquel débute la maladie se situe entre 5 et 15 ans dans sa forme méditerranéenne, alors que celle présente au Japon commence entre 20 et 50 ans.

## Transmission
L'AVED est une maladie à transmission autosomique récessive. Elle touche indifféremment les hommes et les femmes.

## Cause
Le gène responsable de l'AVED code une protéine hépatique, la protéine de transfert de l'α-tocopherol (TTPA).  Celle-ci permet le transfert et le recyclage de la Vitamine E.  Si cette protéine est déficiente, la vitamine E n'est plus recyclée et disparaît rapidement du corps après son absorption.  Or, cette vitamine est un antioxydant qui pourrait avoir un effet protecteur contre les lésions aux neurones causées par les radicaux libres.

## Description
Les caractéristiques et la sévérité de l'AVED varient beaucoup entre familles présentant des mutations différentes du gène ttpa. L'âge de début et l'évolution de la maladie sont généralement plus uniformes au sein d'une même famille; mais les symptômes et la sévérité de la maladie varient entre enfants de la même fratrie.

### Symptômes neurologiques
- Troubles de l'équilibre
- Ataxie (mauvaise coordination des mouvements)
- Dysarthrie (difficultés pour parler)
- Tremblement de la tête
- Perte de sensibilité aux vibrations du diapason
- Neuropathie (affection du système nerveux périphérique)
- Dystonie (contraction involontaire figeant tout ou une partie du corps)
- Maladresse au niveau des mains
- Dysdiadochokinesis (difficulté à effectuer rapidement des mouvements alternés des membres)
- Réflexes tendineux absents
- Signe de Babinski positif (certaines mutations seulement)
- Signe de Romberg positif

### Symptômes ostéoarticulaires
- Déviation importante de la colonne vertébrale
- Pieds creux bilatéraux (rare)

### Symptômes cardiaques
- Cardiomyopathie (avec certaines mutations seulement)
- Trouble de la conduction cardiaque (rare)

### Autres symptômes
- Acuité visuelle réduite
- Rétinopathie pigmentaire (avec certaines mutations seulement)
- Difficulté à marcher dans l'obscurité
- Surdité
- Problèmes au niveau de la vessie

## Traitement
La prise de vitamine E, par voie orale, chaque jour.  La dose se situe entre 800 et 1500 mg/jour de RRR α-tocophérol pour les malades adultes et 40mg/kg de poids pour les enfants.  Il est recommandé d'accompagner cette prise par l'absorption de repas contenant des matières grasses.  Ce traitement doit être suivi tout au long de la vie et tout arrêt, même temporaire est à éviter car la concentration de vitamine E chute en 2 ou 3 jours.  Les neurones ne sont alors plus protégés contre l'oxydation, d'autant qu'il faut plusieurs jours avant que le taux ne 
remonte après la reprise du traitement.  Ce taux doit être régulièrement contrôlé, au minimum 2 fois par an.  La concentration en vitamine E doit être égale ou supérieure au dosage maximum recommandé par le laboratoire d'analyse.  Il n'existe pas, à ces doses, de surdosage en vitamine E, l'excédent éventuel étant évacué dans les urines.
Ce traitement doit être associé à la rééducation fonctionnelle.

## Diagnostic
- Une simple prise de sang suffit à différencier l'AVED de l'Ataxie de Friedreich.  Un dosage de la vitamine E présente dans le sang permet le diagnostic précoce de cette maladie.  C'est capital, si l'on veut empêcher la progression de la maladie, la faire régresser ou même la prévenir, si le traitement par la vitamine E est pris avant que les troubles ne surviennent.  Un taux de vitamine E inférieur à 1.7 mg/l de sang, en l'absence d'une autre pathologie (maladie de Crohn, mucoviscidose, etc.) doit faire penser à l'AVED.
- Un test génétique existe mais il n'est pas nécessaire au diagnostic.  Il est cependant recommandé pour dépister les frères et sœurs afin de pouvoir, en cas de résultat positif, commencer un traitement avant l'apparition des premiers signes de la maladie.  Cela aura pour effet d'empêcher la maladie de se développer.

## Diagnostic anténatal
Possibilité pour les couples à risque, par exemple qui ont un malade de l'AVED dans la famille, de se faire dépister avant le début de la grossesse.
Pendant la grossesse, un diagnostic est possible en prélevant, pour analyse, des cellules fœtales obtenues par amniocentèse, entre 15 et 18 semaines.  Un test est possible plus tôt, entre 10 et 12 semaines, à partir des villosités choriales.

## Diagnostic différentiel
Ataxie de Friedreich : la plus fréquente des ataxies héréditaires. Elle est due à une mutation du gène FRDA du chromosome 9.  La mutation empêche la production normale de frataxine.

## Tableau comparatif AVED/Ataxie de Friedreich
|                                    | AVED   | A FR |
| ---------------------------------- | ------ | ---- |
| Pieds creux                        | RARE   | OUI  |
| Diabète sucré de type 1            | NON    | OUI  |
| Acuité visuelle réduite            | OUI    | RARE |
| Neuropathie périphérique           | LÉGÈRE | OUI  |
| Tremblement de la tête             | OUI    | RARE |
| Amyotrophie                        | NON    | OUI  |
| Rétinite pigmentaire               | (OUI)  | NON  |
| Cardiomyopathie                    | (OUI)  | OUI  |
| Trouble de la conduction cardiaque | RARE   | OUI  |
| Faiblesse musculaire               | NON    | OUI  |
| Signe de Babinski positif          | (OUI)  | OUI  |

OUI = symptômes généralement présents
NON = symptômes généralement absents
(OUI) = symptômes présents avec certaines mutations seulement

## Association
Le nombre de personnes atteintes de l'AVED est fort réduit et il n'existe aucune association spécifique à cette maladie. Toutefois, il est possible d'obtenir des renseignements par l'intermédiaire des associations s'occupant de l'Ataxie de Friedreich.